# Olimpiai érmesek listája szinkronúszásban
Ez a lap az olimpiai érmesek listája szinkronúszásban 1984-től 2012-ig.

## Összesített éremtáblázat
(A táblázatokban Magyarország és a rendező nemzet sportolói eltérő háttérszínnel, az egyes számoszlopok legmagasabb értéke vagy értékei vastagítással kiemelve.)
| A nyári olimpiai játékok éremtáblázata szinkronúszásban | A nyári olimpiai játékok éremtáblázata szinkronúszásban | A nyári olimpiai játékok éremtáblázata szinkronúszásban | A nyári olimpiai játékok éremtáblázata szinkronúszásban | A nyári olimpiai játékok éremtáblázata szinkronúszásban | Olimpia  |
| ------------------------------------------------------- | ------------------------------------------------------- | ------------------------------------------------------- | ------------------------------------------------------- | ------------------------------------------------------- | -------- |
|                                                         | Ország                                                  | Arany                                                   | Ezüst                                                   | Bronz                                                   | Összesen |
| 1.                                                      | Oroszország (RUS)                                       | 8                                                       | 0                                                       | 0                                                       | 8        |
| 2.                                                      | Egyesült Államok (USA)                                  | 5                                                       | 2                                                       | 2                                                       | 9        |
| 3.                                                      | Kanada (CAN)                                            | 3                                                       | 4                                                       | 1                                                       | 8        |
|                                                         |                                                         |                                                         |                                                         |                                                         |          |
| 4.                                                      | Japán (JPN)                                             | 0                                                       | 4                                                       | 8                                                       | 12       |
| 5.                                                      | Spanyolország (ESP)                                     | 0                                                       | 3                                                       | 1                                                       | 4        |
| 6.                                                      | Kína (CHN)                                              | 0                                                       | 1                                                       | 2                                                       | 3        |
|                                                         |                                                         |                                                         |                                                         |                                                         |          |
| 7.                                                      | Franciaország (FRA)                                     | 0                                                       | 0                                                       | 1                                                       | 1        |
|                                                         |                                                         |                                                         |                                                         |                                                         |          |
| Összesen                                                | Összesen                                                | 16                                                      | 14                                                      | 15                                                      | 45       |

## Aktuális számok

### Páros
| Olimpia           | Arany                                                              | Ezüst                                                      | Bronz                                                   |
| 1984, Los Angeles | Egyesült Államok (USA) · Tracie Ruiz · Candy Costie                | Kanada (CAN) · Sharon Hambrook · Kelly Kryczka             | Japán (JPN) · Kimura Szaeko · Motojosi Mivako           |
| 1988, Szöul       | Kanada (CAN) · Michelle Cameron · Carolyn Waldo                    | Egyesült Államok (USA) · Karen Josephson · Sarah Josephson | Japán (JPN) · Kotani Mikako · Tanaka Mijako             |
| 1992, Barcelona   | Egyesült Államok (USA) · Karen Josephson · Sarah Josephson         | Kanada (CAN) · Penny Vilagos · Vicky Vilagos               | Japán (JPN) · Okuno Fumiko · Takajama Aki               |
| 1996 Atlanta      | Nem szerepelt az olimpiai programban                               | Nem szerepelt az olimpiai programban                       | Nem szerepelt az olimpiai programban                    |
| 2000, Sydney      | Oroszország (RUS) · Olga Brusznyikina · Marija Kiszeljova          | Japán (JPN) · Tacsibana Mija · Takeda Miho                 | Franciaország (FRA) · Virginie Dedieu · Myriam Lignot   |
| 2004, Athén       | Oroszország (RUS) · Anasztaszija Davidova · Anasztaszija Jermakova | Japán (JPN) · Tacsibana Mija · Takeda Miho                 | Egyesült Államok (USA) · Alison Bartosik · Anna Kozlova |
| 2008, Peking      | Oroszország (RUS) · Anasztaszija Davidova · Anasztaszija Jermakova | Spanyolország (ESP) · Andrea Fuentes · Gemma Mengual       | Japán (JPN) · Harada Szaho · Szuzuki Emiko              |
| 2012, London      | Oroszország (RUS) · Natalja Iscsenko · Szvetlana Romasina          | Spanyolország (ESP) · Ona Carbonell · Andrea Fuentes       | Kína (CHN) · Huang Hszüe-csen (Huang Xuechen) · Liu Ou  |

### Csapat
| Olimpia       | Arany | Ezüst | Bronz |
| 1996, Atlanta | Egyesült Államok (USA) · Suzannah Bianco · Tammy Cleland · Becky Dyroen-Lancer · Emily Lesueur · Heather Pease · Jill Savery · Nathalie Schneyder · Heather Simmons-Carrasco · Jill Sudduth · Margot Thien | Kanada (CAN) · Lisa Alexander · Janice Bremner · Karen Clark · Karen Fonteyne · Sylvie Fréchette · Valérie Hould-Marchand · Kasia Kulesza · Christine Larsen · Cari Read · Erin Woodley         | Japán (JPN) · Dzsinbo Rei · Fudzsii Raika · Fudzsiki Majuko · Kavabe Miho · Kavasze Akiko · Nakadzsima Riho · Tacsibana Mija · Takahasi Kaori · Takeda Miho · Tanaka Dzsunko                                                                                   |
| 2000, Sydney  | Oroszország (RUS) · Jelena Antonova · Jelena Azarova · Olga Brusznyikina · Marija Kiszeljova · Olga Novokscsenova · Irina Persina · Jelena Szoja · Julija Vasziljeva · Olga Vaszjukova                     | Japán (JPN) · Dzsinbo Rei · Egami Ajano · Fudzsii Raika · Iszoda Jóko · Joneda Jóko · Joneda Júko · Tacumi Dzsuri · Tacsibana Mija · Takeda Miho                                                | Kanada (CAN) · Lyne Beaumont · Claire Carver-Dias · Erin Chan · Jessica Chase · Catherine Garceau · Fanny Létourneau · Kirstin Normand · Jacinthe Taillon · Reidun Tatham                                                                                      |
| 2004, Athén   | Oroszország (RUS) · Jelena Azarova · Olga Brusznyikina · Anasztaszija Davidova · Marija Gromova · Anasztaszija Jermakova · Elvira Haszjanova · Marija Kiszeljova · Olga Novokscsenova · Anna Sorina        | Japán (JPN) · Fudzsimaru Micsijo · Harada Szaho · Joneda Jóko · Kavasima Naoko · Kitao Kanako · Szuzuki Emiko · Tacumi Dzsuri · Tacsibana Mija · Takeda Miho                                    | Egyesült Államok (USA) · Alison Bartosik · Tamara Crow · Erin Dobratz · Rebecca Jasontek · Anna Kozlova · Sara Lowe · Lauren McFall · Stephanie Nesbitt · Kendra Zanotto                                                                                       |
| 2008, Peking  | Oroszország (RUS) · Anasztaszija Davidova · Marija Gromova · Elvira Haszjanova · Natalja Iscsenko · Anasztaszija Jermakova · Olga Kuzsela · Jelena Ovcsinnyikova · Szvetlana Romasina · Anna Sorina        | Spanyolország (ESP) · Alba María Cabello · Raquel Corral · Andrea Fuentes · Thaïs Henríquez · Laura López · Gemma Mengual · Gisela Morón · Irina Rodríguez · Paola Tirados                      | Kína (CHN) · Csang Hsziao-huan (Zhang Xiaohuan) · Csiang Ting-ting (Jiang Tingting) · Csiang Ven-ven (Jiang Wenwen) · Huang Hszüe-csen (Huang Xuechen) · Ku Pej-pej (Gu Beibei) · Liu Ou · Lo Hszi (Luo Xi) · Szun Csiu-ting (Sun Qiuting) · Vang Na (Wang Na) |
| 2012, London  | Oroszország (RUS) · Anasztaszija Davidova · Marija Gromova · Elvira Haszjanova · Natalja Iscsenko · Darja Korobova · Alekszandra Packevics · Szvetlana Romasina · Alla Siskina · Anzselika Tyimanyina      | Kína (CHN) · Csang Szi · Csen Hsziao-csün · Csiang Ting-ting (Jiang Tingting) · Csiang Ven-ven (Jiang Wenwen) · Huang Hszüe-csen (Huang Xuechen) · Liu Ou · Luo Hszi · Szun Ven-jan · Vu Ji-ven | Spanyolország (ESP) · Clara Basiana · Alba Cabello · Ona Carbonell · Margalida Crespí · Andrea Fuentes · Thaïs Henríquez · Paula Klamburg · Irene Montrucchio · Laia Pons                                                                                      |

## Megszűnt szám

### Egyéni
| Olimpia           | Arany                                         | Ezüst                                | Bronz                         |
| 1984, Los Angeles | Tracie Ruiz · Egyesült Államok (USA)          | Carolyn Waldo · Kanada (CAN)         | Motojosi Mivako · Japán (JPN) |
| 1988, Szöul       | Carolyn Waldo · Kanada (CAN)                  | Tracie Ruiz · Egyesült Államok (USA) | Kotani Mikako · Japán (JPN)   |
| 1992, Barcelona   | Kristen Babb-Sprague · Egyesült Államok (USA) | Nem adták ki                         | Okuno Fumiko · Japán (JPN)    |
| 1992, Barcelona   | Sylvie Fréchette · Kanada (CAN)               | Nem adták ki                         | Okuno Fumiko · Japán (JPN)    |